# Bembidion commotum
Bembidion commotum es una especie de escarabajo del género Bembidion, familia Carabidae. Fue descrita científicamente por Casey en 1918.
Habita en Canadá y los Estados Unidos.